# Norton (Rebsorte)
Norton ist eine Rotweinsorte. Sie entstammt einer spontanen Kreuzung zwischen Vitis aestivalis und Vitis labrusca. In veralteten Quellen wird sie noch als reiner Abkömmling einer Vitis aestivalis beschrieben. Neben Catawba, Concord und Scuppernong zählt die Hybride zu den historisch wichtigsten autochthonen amerikanischen Reben. Norton-Trauben sind die Staatsfrucht Missouris und gehören damit zu den Wahrzeichen des Staates (→ Weinbau in Missouri).
Sie wurde nach Dr. Daniel Norborne Norton (November 1794 – 23. Januar 1843) aus Richmond -Virginia benannt. Als Norton im Jahr 1818 Elizabeth Jaquelin Call heiratete, erhielt er als Mitgift nahezu zehn Hektar landwirtschaftlicher Nutzfläche. Als seine Ehefrau kaum drei Jahre später während der Geburt des ersten Kindes starb, widmete er sich intensiv seinem Magnolia Farm genannten Anwesen. Dort pflanzte er neben einer Fülle von Pflanzen verschiedene Rebsorten. Zu dieser Zeit stand er in intensivem Briefkontakt mit William Prince, der in Flushing eine Baumschule betrieb. William Prince lieferte im Jahr 1830 in seinem Werk History of the wine eine erste Beschreibung der Rebsorte Norton, die demnach zwischen 1821 und 1830 selektiert wurde.
Rebflächen sind in den Vereinigten Staaten in den Bundesstaaten Texas ( → Weinbau in Texas), North Carolina ( → Weinbau in North Carolina), Virginia ( → Weinbau in Virginia mit der Monticello AVA), Pennsylvania ( → Weinbau in Pennsylvania), New Jersey ( → Weinbau in New Jersey), Arkansas ( → Weinbau in Arkansas), Oklahoma ( → Weinbau in Oklahoma) und Missouri (Augusta AVA, Hermann AVA, Ozark Mountain AVA, Ozark Highlands AVA).
Siehe auch den Artikel Weinbau in den Vereinigten Staaten sowie die Liste von Rebsorten.

## Synonyme
Norton ist auch unter den Namen Arkansas, Cynthiana, Norton Virginia, Norton‘s Seedling, Norton‘s Virginia Seedling, Norton Virginia, Red River, Virginia Seedling und Vitis Nortoni bekannt. 